# Synactinernus flavus
Synactinernus flavus är en havsanemonart som beskrevs av Oscar Henrik Carlgren 1918. Synactinernus flavus ingår i släktet Synactinernus och familjen Actinernidae. Inga underarter finns listade i Catalogue of Life.